# کیقباد دوم
علاءالدین کیقباد بن کیخسرو، معروف به کیقباد دوم  (۱۲۳۸–۳۹ – ۱۲۵۷)، کوچکترین از سه پسر کیخسرو دوم، سلطان سلجوقی روم بود. کیقباد دوم از آنجا که فرزند همسر محبوب سلطان، یعنی گرجی خاتون، بود وارث تاج و تخت شد. 
او بنیه ضعیفی داشت و احتمالاً در هنگام فوت پدرش در سال ۱۲۴۶، هفت سال بیش نداشت. 

## پادشاهی
شمس‌الدین اصفهانی وزیر، برای حفظ درجه‌ای از حاکمیت سلجوقی در آناتولی در برابر مغول‌ها، کیقباد را به همراه دو برادر بزرگتر او، کیکاوس دوم و قلیچ ارسلان چهارم بر تخت سلطنت نشاند. در سال ۱۲۵۴، مغولان از کیکاوس که اکنون نوزده سال داشت، خواستند تا شخصاً نزذ منگوقاآن، خان بزرگ، برود. برادران در نشستی در قیصریه تصمیم گرفتند که کیقباد به جای او برود. 
سفر به پایتخت مُنگوقاآن یعنی قره‌قُروم سخت و دشوار بود. کیقباد سفر خود را تا حداقل ۱۲۵۶ به تعویق انداخت. او شاهد بود که بایجو نویان سواران خود را برای مهاجرت به آناتولی آماده می ساخت و پیام‌هایی برای برادرانش فرستاد تا از خواسته‌های مغولان پیروی کنند. یک روز در مسیر پیکر مرده کیقباد پیدا شد. وزیر بابا طغرا، که در مسیر به هیات اعزامی پیوسته بود در این رابطه متهم شد اما چیزی از آن حاصل نشد. کیقباد در جایی در بیابان بین آناتولی و مغولستان به خاک سپرده شد.